# 天津路 (南京)
天津路是江苏省南京市鼓楼区的道路，北起鼓楼公园，南至汉口路，全长400余米。南京大学鼓楼校区（即金陵大学旧址）位于此路。